# 星龍之介
星 龍之介（ほし りゅうのすけ、1998年11月3日 - ）は、日本のプロボクサー、元キックボクサー、元空手家。埼玉県草加市出身。大橋ボクシングジム、POWER OF DREAM所属。

## 経歴
3歳の頃に、剛柔流の空手を始めた。
父親の博昭は全日本空手道連盟剛柔流会で２段を持っており、道場で指導員を務めていたため星の最初の師は父親である。

### 極真会館に入門
2007年　小学3年生のとき、親子で極真会館（松井館長）の門を叩いた
2008年　道場責任者の破門により極真連合会に移籍
2016年、極真会館（松井館長）に戻り、全日本高校生選抜で当時17歳の星は身長181cm、体重130kgで優勝し、メガトン高校生と呼ばれた。
2017年7月東日本大会で優勝し、新・重戦車と呼ばれた（その時の体重は127kg）。
2018年4月第35回全日本ウェイト制重量級3位（その時の体重は124kg）
第12回オープントーナメント全世界空手道選手権大会ではメガトン高校生と言われた星だが、3年間で30kgの減量に成功。
世界大会で第6位になり、敢闘賞も獲得した。

### K-1参戦
POWER OF DREAMに練習に行ったときにプロ選手に興味を持ち極真会館を退会し、POWER OF DREAMに所属し、K-1 WORLD GP 2022 JAPAN ～K’FESTA.5にてプロレビューし、ベテランのRUIを1RでKOし白星デビューした。座右の銘は【弱気は最大の敵】。
2023年7月17日、K-1 WORLD GP 2023でカルロス・ブディオと対戦し、1Rで左右のフック連打によるKO負けを喫しプロ初黒星となった。

### プロボクシング
2024年11月22日、韓国で林昊元とプロデビュー戦を行い、2回31秒TKO勝ちを収めた。
2025年5月27日、後楽園ホールでプロ2戦目ならびに日本デビュー戦として黄佳衣とアジアヘビー級チャレンジカップ1回戦を行うも、初回1分35秒TKO負けを喫し準々決勝進出を逃した。

## POWER OF DREAM
ジム所属選手には、現WBO世界バンタム級王者の武居由樹、第3代K-1 WORLD GPフェザー級王者の江川優生、第5代Krushバンタム級王者の佐々木洵樹、初代K-1 WORLD GPクルーザー級王者のシナ・カリミアン、第10代Krushスーパーフェザー級王者の中島千博らがいる。

## 戦績

### プロボクシング
| プロボクシング 戦績 | プロボクシング 戦績 | プロボクシング 戦績 | プロボクシング 戦績 | プロボクシング 戦績 | プロボクシング 戦績 | プロボクシング 戦績 |
| ------------------- | ------------------- | ------------------- | ------------------- | ------------------- | ------------------- | ------------------- |
| 2 試合              | (T)KO               | 判定                | その他              | 引き分け            | 無効試合            |                     |
| 1 勝                | 1                   | 0                   | 0                   | 0                   | 0                   |                     |
| 1 敗                | 1                   | 0                   | 0                   | 0                   | 0                   |                     |

| 戦           | 日付           | 勝敗 | 時間    | 内容 | 対戦相手 | 国籍 | 備考                                |
| ------------ | -------------- | ---- | ------- | ---- | -------- | ---- | ----------------------------------- |
| 1            | 2024年11月22日 | ☆    | 2R 0:31 | TKO  | 林昊元   | 韓国 | プロデビュー戦                      |
| 2            | 2025年5月27日  | ★    | 1R 1:35 | TKO  | 黄佳衣   | 中国 | アジアヘビー級チャレンジカップ1回戦 |
| テンプレート |                |      |         |      |          |      |                                     |

### プロキックボクシング
| キックボクシング 戦績 | キックボクシング 戦績 | キックボクシング 戦績 | キックボクシング 戦績 | キックボクシング 戦績 | キックボクシング 戦績 | キックボクシング 戦績 |
| --------------------- | --------------------- | --------------------- | --------------------- | --------------------- | --------------------- | --------------------- |
| 7 試合                | (T)KO                 | 判定                  | その他                | 引き分け              | 無効試合              |                       |
| 5 勝                  | 5                     | 0                     | 0                     | 0                     | 0                     |                       |
| 2 敗                  | 2                     | 0                     | 0                     | 0                     | 0                     |                       |

| 勝敗 | 対戦相手           | 試合結果                     | 大会名                                                                                       | 開催年月日    |
| ○    | 木村太地           | 1R 2:16 KO（3ノックダウン）  | Bigbang49 【Bigbangヘビー級タイトルマッチ】                                                  | 2024年6月16日 |
| ×    | 山口翔大           | 3R 1:00 KO（右ストレート）   | K-1 ReBIRTH2                                                                                 | 2023年12月9日 |
| ×    | カルロス・ブディオ | 1R 0:58 KO（左右フック連打） | AZABU PRESENTS K-1 WORLD GP 2023～スーパー・ウェルター級＆女子フライ級ダブルタイトルマッチ～ | 2023年7月17日 |
| ○    | AKIRA Jr           | 3R 1:08 KO（右ストレート）   | K-1 WORLD GP 2023 ～K’FESTA.6～                                                              | 2023年3月12日 |
| ○    | 坂本英則           | 2R 1:31 KO（左フック）       | Bigbang44                                                                                    | 2023年1月22日 |
| ○    | 中平卓見           | 1R 1:41 KO（左フック）       | Krush.139                                                                                    | 2022年7月30日 |
| ○    | RUI                | 1R 2:50 KO（右ストレート）   | K-1 WORLD GP 2022 JAPAN ～K’FESTA.5～ 【プレリミナリーファイト】                             | 2022年4月3日  |

## 獲得タイトル
- 第5代Bigbangヘビー級王者
- 第4回IBKO全日本空手道選手権大会 中2・3男子53kg以上 優勝
- 第12回全国ジュニア空手道選手権大会 中2・3男子55kg以上 優勝
- 2016年8月全日本高校生選抜無差別級 優勝
- 2016年12月秋季関東大会 +80kg級 優勝
- 2017年4月千葉県大会 優勝
- 2017年7月東日本大会 優勝
- 2019年7月 東日本大会（最終選抜戦） 優勝
- 2019年11月　第12回全世界空手道選手権大会　第6位

## 表彰
- 第12回全世界空手道選手権大会敢闘賞
- Krush.139 BEST KO賞受賞